# SummerSlam 1994
SummerSlam 1994 è stata la settima edizione dell'annuale evento omonimo pay-per-view di wrestling, promosso dalla World Wrestling Federation. L'evento si è svolto il 29 agosto 1994 allo United Center di Chicago, Illinois.
Il pay-per-view ebbe due main event. Il primo vide Owen Hart affrontare il fratello Bret in uno steel cage match. Bret vinse il match, ma la faida si intensificò quando Owen e suo cognato Jim Neidhart attaccarono Bret dopo il match. L'altro main event fu quello tra il vero The Undertaker (interpretato da Mark Calaway) e un Undertaker impostore (interpretato da Brian Lee). Il vero Undertaker vinse il match, e l'impostore non apparì mai più in WWF.
L'evento incluse anche l'incontro per il WWF Intercontinental Championship tra Diesel e Razor Ramon, vinto da Ramon che riconquistò la cintura. Altro feud compreso in questa edizione di SummerSlam fu quello in cui Tatanka accusò Lex Luger di volersi unire alla Million Dollar Corporation, una stable heel. La storyline riservò un colpo di scena quando si venne a sapere che Tatanka stesso era segretamente entrato a far parte della Corporation.

## Storyline
La faida tra i fratelli Hart ebbe il suo secondo atto in questa edizione di Summerslam. I due si erano già affrontati a WrestleMania X nel match di apertura, e a vincere fu il più giovane dei due fratelli, Owen. Tuttavia, Bret aveva anche un'opportunità per il titolo WWF detenuto in quel periodo da Yokozuna, avendo vinto la Royal Rumble in condominio con Lex Luger. L'Hitman vinse l'incontro e divenne campione WWF per la seconda volta in carriera. Owen vinse successivamente il torneo King of the Ring superando Doink, Tatanka, 1-2-3 Kid e in finale Razor Ramon con l'aiuto di Jim "The Anvil" Neidhart. Ex compagno di coppia con entrambi i fratelli Hart, Neidhart scelse di spalleggiare Owen, dopo che nel pay per view King Of The Ring aveva sostenuto inizialmente l'Hitman che doveva difendere la cintura contro il campione intercontinentale Diesel. Anvil evitò lo schienamento da parte dell'avversario su Bret intervenendo su Diesel, facendone scattare la sconfitta per squalifica ma permettendo al canadese di mantenere la cintura.
The Undertaker sparì dalle scene per un po' dopo la sconfitta patita alla Royal Rumble contro il campione WWF Yokozuna, dovuta all'intervento di dieci lottatori a favore di quest'ultimo. Ricomparve dopo alcuni mesi, ma al servizio di Milion Dollar Man Ted Dibiase, ritiratosi come lottatore ma rientrato in federazione dopo un periodo di assenza, come manager.  Appena tornato, Dibiase aveva messo su la Milion Dollar Corporation, una stable che aveva già tra le sue file I.R.S., suo ex compagno di coppia con i Money Inc. e Bam Bam Bigelow. Con Undertaker allargò le file della sua corporation, ma Paul Bearer, intervenne durante un'intervista di Jerry Lawler a Dibiase per ribadire la falsità del suo Undertaker, in quanto quello autentico era ancora alle sue dipendenze.
Razor Ramon perse il titolo intercontinentale contro Diesel, due settimane dopo averlo conservato contro Shawn Michaels a Wrestlemania X. Per il match di rivincita, Razor si avvalse della presenza di Walter Payton, ex campione di football americano, come sua guardia del corpo. Nel match Kevin Nash si presentò sul ring, sia come campione intercontinentale, sia come campione di coppia, avendo battuto i detentori del titolo Headshrinkers la sera prima insieme ad HBK. I samoani avrebbero dovuto difendere le cinture, per poi perderle contro i clienti di Ted Dibiase, I.R.S. e Bam Bam Bigelow, ma essendo già stati sconfitti la sera prima l'incontro si tenne ugualmente senza di esse in palio. Mc Mahon cambiò idea sul cambio dei titoli a pochi giorni dall'evento.
Quando Lex Luger batté in un incontro Crush con l'aiuto inaspettato di Ted Dibiase, si pensò ad un suo possibile ingresso nella Milion Dollar Corporation, al servizio del borioso milionario. Lex provò a smentire più volte tutto ciò, ma Tatanka lo accusò più volte del contrario. La federazione istituì un match tra i due per concludere la questione.
Nessuna faida intercorreva tra Jeff Jerrett e Mabel. Quest'ultimo sostituì Doink, infortunatosi prima che si tenesse l'evento. Il clown ed il musicista country si erano già pizzicati durante il ppv King of the Ring. Jarrett distrasse Doink sequestrando il suo piccolo manager Dink, mentre era impegnato contro Owen Hart, vincitore finale del torneo. Altrettanto fece il clown nei quarti di finale quando aiutò 1-2-3 Kid a passare il turno contro Jarrett.

## Evento
Nel Dark Match Adam Bomb schienò Kwang.
L'incontro di coppia tra Headshrinkers contro I.R.S. e Bam Bam Bigelow finì con una vittoria per squalifica a favore dei clienti di Ted Dibiase. Quest'ultimo distrasse l'arbitro per evitare il conteggio degli Headshrinkers su Shyster dopo che questi aveva appena subito la loro mossa finale. Bigelow intervenne ad arbitro distratto per colpire Lou Albano, ma subì poi dei colpi da Afa. In quell'istante l'arbitro si accorse cosa stava accadendo alle sue spalle e decretò la squalifica degli Headshrinkers.
Alundra Blayze mantenne il titolo dopo che la sua avversaria sbagliò un volo dalla terza corda. Attraverso un back side suplex ottenne la vittoria.
Razor Ramon riuscì a riprendersi il titolo da colui che lo aveva precedentemente strappato alla vita: Diesel. La vittoria avvenne dopo che Shawn Michaels, all'angolo di Kevin Nash, colpì erroneamente con un calcio il suo assistito permettendo a Razor lo schienamento sull'avversario e riconquistare la cintura. Walter Payton, all'angolo di Razor, riuscì nel compito di tamponare nel corso del match le interferenze di HBK. Razor Ramon divenne così campione intercontinentale per la seconda volta in carriera.
Si chiarì finalmente la questione su un possibile coinvolgimento di Lex Luger nella Milion Dollar Corpooration di Ted Dibiase. Durante il match contro Tatanka, Dibiase interferì per distrarre Luger e far vincere Tatanka. Malgrado la vittoria, il nativo americano continuò a torturare Lex e addormentarlo poi nella Milion Dollar Dream, presa di sottomissione di cui Ted Dibiase era solito chiudere i match, quando lottava sul ring. Tatanka era dunque colui che si era venduto a quest'ultimo, diventando un heel, e non Lex Luger.
Jeff Jarrett ebbe la meglio su Mabel dopo che questi sbaglia un volo dalla seconda corda sul ring, permettendosi così lo schienamento per la vittoria finale.
Il match tra i fratelli Hart fu di quanto più tecnico e intenso si sia potuto vedere nell'evento. Presenti tra le prime file del ring, non solo Jim Neidhart, che sosteneva Owen Hart, ma gli altri componenti della famiglia, compreso British Bulldog con la moglie Diana Hart, a tifare per Bret. Hitman rimase il campione dopo essere riuscito a far incastrare il fratello con le ginocchia tra le inferriate della gabbia. Non poté però godersi la vittoria a causa dell'aggressione subita dal suo ex compagno di coppia, ai tempi della Hart Foundation. Neidhart difatti si caricò il canadese sul ring chiudendo la gabbia con un lucchetto, pestando in malo modo il campione WWF insieme ad Owen Hart. Il resto della famiglia intervenne scavalcando oltre la gabbia per salvare Bret, costringendo i due aggressori alla fuga.
Nel main event, Paul Bearer dimostrò che il vero The Undertaker era ancora al suo fianco. Per distinguersi dall'impostore, il vero Deadman indossò la stessa tenuta nera di sempre, ma con guanti e parastinchi viola. Il match fu alquanto noioso. Il vero Undertaker ebbe la meglio e l'impostore di Ted Dibiase non comparì più in federazione.

## Risultati
| #    | Match | Stipulazioni                                          | Durata |
| ---- | --- | ----------------------------------------------------- | ------ |
| Dark | Adam Bomb ha sconfitto Kwang | Single match                                          | N/A    |
| 1    | Irwin R. Schyster e Bam Bam Bigelow (con Ted DiBiase) hanno sconfitto The Headshrinkers (Fatu e Samu) (con Afa e Lou Albano) per squalifica | Tag team match                                        | 07:20  |
| 2    | Alundra Blayze (c) ha sconfitto Bull Nakano (con Luna Vachon)                                                                               | Single match per il WWF Women's Championship          | 08:10  |
| 3    | Razor Ramon (con Walter Payton) ha sconfitto Diesel (c) (con Shawn Michaels)                                                                | Single match per il WWF Intercontinental Championship | 15:03  |
| 4    | Tatanka ha sconfitto Lex Luger | Single match                                          | 06:02  |
| 5    | Jeff Jarrett ha sconfitto Mabel (con Oscar)                                                                                                 | Single match                                          | 05:45  |
| 6    | Bret Hart (c) ha sconfitto Owen Hart | Steel cage match per il WWF Championship              | 32:22  |
| 7    | The Undertaker (con Paul Bearer) ha sconfitto "Fake" The Undertaker (con Ted DiBiase)                                                       | Single match                                          | 08:57  |

## Conseguenze
Bret Hart continuò la faida contro il fratello e Jim Neidhart contando sull'appoggio di British Bulldog, di ritorno dopo due anni di assenza dalla federazione, ed ebbe sempre la meglio.
Owen Hart si tolse solo la soddisfazione di far perdere la cintura di campione WWF a Bret, a favore di Bob Backlund in un incontro valido per la cintura a Survivor Series.
Liberatosi dell'impostore, The Undertaker riprese la faida contro Yokozuna, battendolo in un Casket Match alle Survivor Series. Il falso invece, interpretato da Brian Lee, fu licenziato da McMahon appena terminato l'evento per il pessimo match disputato sul ring. Tornò tre anni dopo con un altro personaggio, Chainz.
Lex Luger continuò la faida contro la Corporation di Ted Dibiase e Tatanka.
Razor Ramon chiuse la sua battaglia contro il duo Diesel e Shawn Michaels alle Survivor Series. Fu l'unico sopravvissuto sul ring dopo che vennero eliminati i suoi compagni di squadra British Bulldog, 1-2-3 Kid, e gli Headshrinkers, tutti eliminati da Kevin Nash. Perse poi il titolo intercontinentale contro Jeff Jarrett alla Royal Rumble.
I campioni di coppia Diesel e Shawn Michaels continuarono a lottare insieme e mantenere la cinture, fino alla rottura della coppia che avvenne alle Survivor Series. Da allora i titoli divennero vacanti con Kevin Nash che divenne campione WWF, due giorni dopo le Survivor Series, battendo Bob Backlund e diventando un face.
Macho Man Randy Savage fu alla sua ultima presenza in WWF, in veste di commentatore per quest'edizione di Summerslam. Poi andò in WCW.
Gli Headshrinkers non riuscirono più a riprendersi le cinture, perse la sera prima di Summerslam.
Adam Bomb intraprese una faida con Bam Bam Bigelow.